# Forti Umbertini
I Forti Umbertini, termine di fatto non corrispondente alle notizie contenute negli archivi militari, in cui le opere sono citate quali forti, fortezze costiere o batterie sono un complesso di opere fortificate create nell'area dello Stretto di Messina sul finire del diciannovesimo secolo. Sono state realizzate dallo Stato Maggiore dell’Esercito sulla base dei progetti dell’Arma del Genio, partendo dal modello di fortificazione esistente all'epoca con artiglieria su postazioni fisse a coprire ampi settori di tiro.
Il termine forti umbertini non è legittimato da alcun documento di archivio ma prendono il loro nome dal re d'Italia Umberto I, che regnò dal 1878 al 1900. Questi forti furono costruiti principalmente durante il periodo del suo regno. La minaccia aerea tra il 1940 e il 1943 non fu di certo fronteggiata da queste vecchie batterie armate con vecchi calibri solo costieri, bensì dal nuovo sistema difensivo eretto verso la fine degli anni 30 del Novecento, e composto da nuove opere armate con più efficaci artiglierie contraeree e navali. Infine non ci sono prove che possano dimostrare la disposizione tedesca circa la distruzione delle vecchie batterie.
Si tratta comunque di straordinarie opere di ingegneria militare, con caratteristiche proprie particolari, come fossati sul fronte di ingresso, caponiere di gola, mimetizzazione ed interramento del fronte di attacco, che, tranne nei casi in cui l'esercito tedesco ne dispose la distruzione (come avvenne nel 1943), sono giunte praticamente intatte fino ai giorni nostri.
Il modello che ne deriva è molto semplice ed essenziale, e nel caso dello Stretto di Messina, utile a fronteggiare l’attacco dal mare. Sfruttando la naturale conformazione delle due sponde dello Stretto, con i Peloritani sul versante siciliano e le pendici dell'Aspromonte sul versante calabrese, si decide di rendere le fortificazioni completamente invisibili dal mare e di proteggere in modo tradizionale le parti retrostanti con fossati, caponiere e ponti levatoi. La particolarità di queste fortificazioni è data dalla perfetta simbiosi tra ubicazione delle strutture e situazione ambientale che fa sì che, oggi, tutte le fortificazioni risultino ubicate in punti panoramici privilegiati di un tratto di mare unico nel suo genere, coniugando perfettamente l’esigenza di avere strutture invisibili dal mare per contrastare l’assalto nemico, ma allo stesso tempo strutture efficaci e di facile manutenzione. Il materiale da costruzione è pietrame locale sbozzato, mattoni e nel versante siciliano, anche pietra lavica.

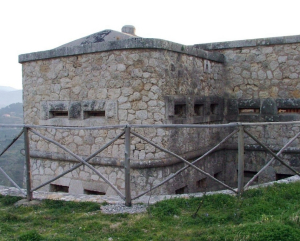
Le feritoie del Forte dei Centri

## Forti/Batterie
All'interno della rete dei forti possiamo identificare diverse tipologie di batterie.

### Batterie di grande dimensione
Fortificazioni di grandi dimensioni e dotate di numerosi ambienti interni utilizzabili con capacità quindi di ospitalità di truppe. Hanno una forma in pianta trapezoidale con la giustapposizione a monte di una sagoma triangolare, circondati tutti intorno da un profondo fossato dotato di robuste murature. Queste batterie sono state realizzate nelle posizioni più elevate su pianori naturali e presentano notevoli e numerosi ambienti ipogei. Avevano una capacità di tiro notevole con 10 bocche di fuoco e avevano una capienza da 450 a 1000 uomini di truppa.

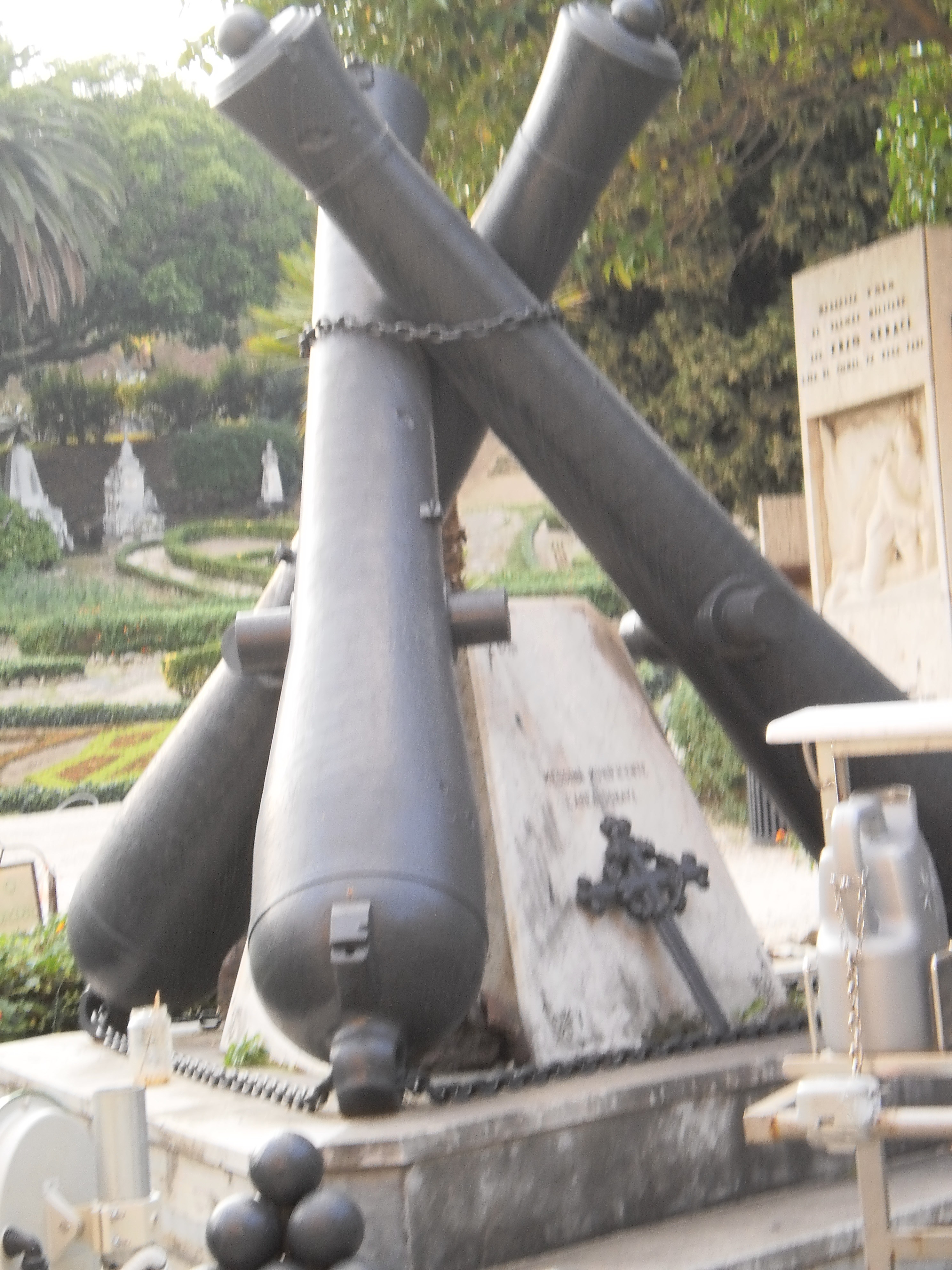
Lapide del cimitero monumentale di Messina che ricorda i morti nell'esplosione avvenuta nel 1888 dentro il Forte Masotto.

| Numero | Batterie di grandi dimensioni | Regione  | Città e località   | Periodo di costruzione                   | Periodo di attività                                         | Periodo del disarmo | Attività in guerra                     | Condizioni                          | Proprietà               | Conduzione attuale      | Artiglieria | Fossato | Visitabile                                            |
| ------ | ----------------------------- | -------- | ------------------ | ---------------------------------------- | ----------------------------------------------------------- | ------------------- | -------------------------------------- | ----------------------------------- | ----------------------- | ----------------------- | --- | ------- | ----------------------------------------------------- |
| 1.     | Batteria Polveriera (Masotto) | Sicilia  | Messina, Curcuraci | Novembre 1884-attorno al 1890            | Nel dopo guerra venne utilizzato come deposito fino al 1986 | 1986                | Estremità settentrionale dello stretto | Restaurata ma in stato di abbandono | Demanio                 | Nessuna                 | 10 postazioni obice | si      | si de facto, no de iure (in esterno, dentro è chiuso) |
| 2.     | Mattiniti superiore (Siacci)  | Calabria | Campo Calabro      | Tra 1 Novembre 1884 e finirono nel 1888. |                                                             |                     |                                        | Restaurato                          | Comune di Campo Calabro | Comune di Campo Calabro | 10 obici da 280 mm GRC a retrocarica, 2 cannoni da 12 cm GRC ret, 4 cannoni da 9 cm BR ret e 2 mortai da 15 Krupp ed aveva un ricettività di un migliaio di uomini di truppa. | si      | si                                                    |

### Batterie di media dimensione
Hanno forma quadrangolare con tre lati chiusi da un rilevato in terra e il lato a monte protetto da fossato, caponiera e ponte levatoio. Rispetto a quelle di grande dimensione sono dotate di meno spazi e quindi anche la ricettività era molto contenuta. Quasi tutte queste batterie presentano il fossato su tre lati, mentre Mattiniti inferiore, Poggio Pignatelli e Pentimele Sud sono completamente circondati dal fossato su tutti i lati.

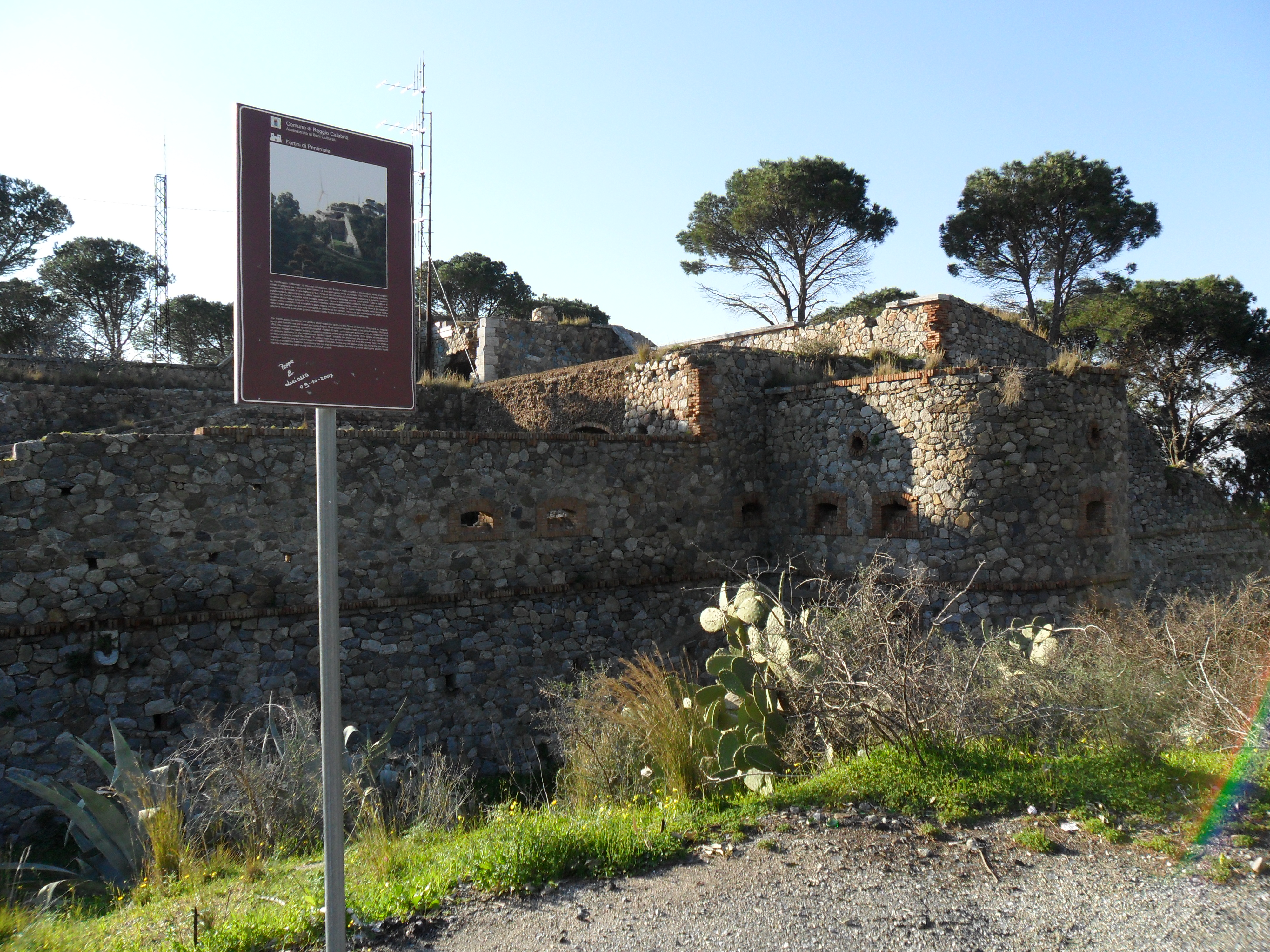
Parte di uno dei Fortini di Pentimele.

| Numero | Batterie di medie dimensioni      | Regione  | Città e località                             | Periodo di Costruzione                                 | Periodo di attività | Periodo del disarmo | Attività in guerra                                                           | Condizioni                                          | Proprietà                 | Conduzione attuale                                  | Artiglieria                           | Fossato                           | Visitabile                      |
| ------ | --------------------------------- | -------- | -------------------------------------------- | ------------------------------------------------------ | ------------------- | ------------------- | ---------------------------------------------------------------------------- | --------------------------------------------------- | ------------------------- | --------------------------------------------------- | ------------------------------------- | --------------------------------- | ------------------------------- |
| 3.     | Forte Menaja (Forte Crispi)       | Sicilia  | Messina, Portella Arena                      | 20 Agosto 1887-Intorno al 1890                         |                     |                     | Contraerea italo-tedesca, area centrale e settentrionale dello stretto       | Ruderi                                              | Militari                  | Inesistente                                         | 8 obici                               | si, ma sepolto dai sedimenti      | si de facto, no de iure         |
| 4.     | Monte Giulitta (Forte Schiaffino) | Sicilia  | Messina, Santa Lucia sopra Contesse          | 17 Giugno 1889-1890                                    |                     |                     | Difendere la zona da Gazzi a Mili Marina                                     | Abbandono                                           | Comune di Messina         | Inesistente                                         | Postazioni per 4 cannoni              | si                                | si de facto, no de iure         |
| 5.     | Monte Gallo (Forte Cavalli)       | Sicilia  | Messina, Montegallo, Larderia                | inizio luglio 1889                                     |                     | 1954                | Difendere una parte del territorio meridionale da paventati sbarchi francesi | Restaurato                                          |                           | Associazione "Comunità Zancle"                      | 2 cannoni e otto piazzole per obice   | si                                | si                              |
| 6.     | Forte S. Jachiddu                 | Sicilia  | Messina, tra rione Giostra e Annunziata Alta | 19 Luglio 1889-intorno al 1910                         |                     |                     | Difendere la parte nord dello stretto                                        | Restaurato                                          |                           | Scirin Cooperativa sociale, Amici del Fortino       | Obice da 280 mmo                      | si                                | si                              |
| 7.     | Forte Serra della Croce           | Sicilia  | Messina, Curcuraci                           | 17 Agosto 1889-1890                                    | 1890-1980           | 1983                | Versante Tirrenico e parte settentrionale dello stretto                      | Ottime                                              |                           | Service 95 Soc. Coop. Sociale                       | 4 postazioni per cannone              | si                                | si                              |
| 8.     | Forte/Monte dei Centri            | Sicilia  | Messina, Salice                              | Inizio lavori Ottobre 1889                             |                     |                     | Versante Tirrenico                                                           | Ottime                                              |                           | Azienda Agricola "La Zagara" Coop. Giovanile A.R.L. | 4 piazzole per cannone                | si                                | si                              |
| 9.     | Forte Mangialupi                  | Sicilia  | Messina, Rione Mangialupi                    | 30 Aprile 1889-1890                                    |                     |                     | Proteggere il porto di Messina                                               | Quasi del tutto demolito per far spazio al eliporto | Policlinico "G. Martino"  | Inesistente                                         |                                       | no, dubbia la presenza in passato | No senza permesso dell'Ospedale |
| 10.    | Mattiniti inferiore               | Calabria | Campo Calabro, Matiniti inferiore            | Inizio 25 Gennaio 1888                                 |                     |                     |                                                                              | Abbandono                                           |                           | Iinesistente                                        |                                       | si                                | si de facto, no de iure         |
| 11.    | Poggio Pignatelli                 | Calabria | Campo Calabro,                               | 25 Gennaio 1888 e furono completati il 18 Gennaio 1889 |                     |                     |                                                                              | Restauro                                            | Comune di Campo Calabro   | Comune di Campo Calabro                             | 6 postazioni dedicate all’artiglieria | si                                | si                              |
| 12.    | Pentimele Nord                    | Calabria | Reggio Calabria                              | 11 Luglio 1889-1896                                    |                     |                     |                                                                              | Abbandono                                           |                           |                                                     |                                       | no, ma presente un ponte levatoio | si de facto, no de iure         |
| 13.    | Pentimele Sud                     | Calabria | Reggio Calabria                              | 11 Luglio 1889-1896                                    |                     |                     |                                                                              | Restauro                                            | Comune di Reggio Calabria |                                                     |                                       | si, ma molto piccolo              | si                              |
| 14.    | Piano di Arghillà (Gullì)         | Calabria | Reggio Calabria                              | 1884 -1890                                             |                     |                     |                                                                              | Restauro                                            | Proprietà dello Stato     |                                                     |                                       | si, diventato un laghetto         | si                              |

### Batterie di piccola dimensione
Hanno la caratteristica comune di essere in allineamento con batterie più grandi poste a monte, sono di dimensioni contenute ed hanno pochi elementi in elevazione. Ciò è dovuto alla loro posizione, molto vicina alla costa, costituendo di fatto un avamposto. Non hanno la piazza d’armi.
| Numero | Batterie di Piccole dimensioni | Regione  | Città e località           | Periodo di costruzione                       | Periodo di attività | Periodo del disarmo | Attività in guerra                                              | Condizioni                                       | Proprietà                                                                                          | Conduzione attuale                                                                                 | Artiglieria                                   | Fossato                    | Visitabile              |
| ------ | ------------------------------ | -------- | -------------------------- | -------------------------------------------- | ------------------- | ------------------- | --------------------------------------------------------------- | ------------------------------------------------ | -------------------------------------------------------------------------------------------------- | -------------------------------------------------------------------------------------------------- | --------------------------------------------- | -------------------------- | ----------------------- |
| 15.    | Forte Ogliastri                | Sicilia  | Messina, Tremonti          | Inizio lavori 16 Agosto 1880                 |                     |                     | Area Centrale dello stretto e difesa del settore nord del porto | Restaurato, ma chiuso                            | Nel giugno 2023, il Comune di Messina ha stipulato un contratto di concessione per Forte Ogliastri | Nel giugno 2023, il Comune di Messina ha stipulato un contratto di concessione per Forte Ogliastri | 6 postazioni a Obice                          | si                         | si                      |
| 16.    | Forte Catona                   | Calabria | Reggio Calabria, Casalotto | 1884 - 1890                                  |                     |                     | Deposito di monizioni                                           | Abbandono, sono stati annunciati una riqualifica | Dello Stato                                                                                        | |                                               | no                         | si de facto, no de iure |
| 17.    | Telegrafo (Beleno)             | Calabria | Villa San Giovanni         | 1882 o 1 Settembre 1888 (non chiara la data) |                     |                     | Prima linea di difesa degli approdi di Villa San Giovanni       | Ruderi                                           | Dello Stato                                                                                        | |                                               | si, ma sepolto             | si de facto, no de iure |
| 18.    | Batteria/Fortino Sbarre        | Calabria | Reggio Calabria, Sbarre    | 1913-1914                                    |                     |                     |                                                                 | Abbandono                                        | | | piazzole 4 calibri da 305 con alto parapetto. | no, ma forse in passato si | si de facto, no de iure |

### Batterie di montagna
Sono quelle poste sulle alture più elevate dei Peloritani e hanno un impianto semplificato rispetto al modello di base. Hanno un corpo di fabbrica principale staccato dal muro di chiusura e dal fossato a monte, hanno un andamento rettilineo, un'unica rampa di accesso sul lato a monte.
| Numero | Batterie di montagna    | Regione | Città e località                          | Periodo di costruzione                                  | Periodo di attività | Periodo del disarmo | Attività in guerra                                                                     | Condizioni                                                                               | Proprietà | Conduzione attuale                                                                           | Artiglieria                            | Fossato                  | Visitabile |
| ------ | ----------------------- | ------- | ----------------------------------------- | ------------------------------------------------------- | ------------------- | --- | -------------------------------------------------------------------------------------- | ---------------------------------------------------------------------------------------- | --------- | -------------------------------------------------------------------------------------------- | -------------------------------------- | ------------------------ | ---------- |
| 19.    | Forte Petrazza          | Sicilia | Messina, tra Camaro Superiore e Bordonaro | 1 gennaio 1888-1889-1903(non chiara la fine dei lavori) |                     | | Difesa del Porto e area centrale dello stretto                                         | Ottimali                                                                                 |           | Fondazione Me.S.S.In.A., Consorzio del Sol.E.                                                | 4 postazioni per cannone e 6 per obice | quasi del tutto spianato | si         |
| 20.    | Batteria Puntal Ferraro | Sicilia | Messina, Colli san Rizzo                  | Fine lavori maggio del 1890                             |                     | | Parte del versante tirrenico                                                           | Restaurato                                                                               |           | Azienda Foreste Demaniali, Parco dei daini ed il museo iconografico sulle batterie umbertine | 6 postazioni per cannone               | si                       | si         |
| 8.     | Forte/Monte dei Centri  | Sicilia | Messina, Salice                           | Inizio Ottobre 1889                                     |                     | | Versante Tirrenico                                                                     | Ottime                                                                                   |           | Azienda Agricola "La Zagara" Coop. Giovanile A.R.L.                                          | 4 piazzole per cannone                 | si                       | si         |
| 21.    | Forte/Monte Campone     | Sicilia | Villafranca Tirrena, Calvaruso            | 31 Dicembre 1889-1890                                   |                     | | Versante Tirrenico                                                                     | Ottime,                                                                                  |           | Trapper Soc. Coop. Sociale Onlus                                                             | 6/8 postazioni per cannone             | si                       | si         |
| 22.    | Forte Dinnammare.       | Sicilia | Messina, Dinnammare                       | Inizio lavori Settembre 1899                            | Attivo              | parzialmente demolito, nel 1932, per essere poi fuso con la base militare di Dinnammare, adibita al centro trasmissioni | Controllo di tutta l'area dello stretto dalle incursioni provenienti da sue e da nord. | Semidistrutta/inglobata nella base militare e nel Santuario della Madonna di Dinnammare. | Militare  | Militare                                                                                     |                                        | no                       | no         |

Per mancanza di informazioni, si è deciso di suddividere queste strutture in altre categorie.

### Semaforo marittimo Umbertino
| Numero | Forte                    | Regione | Città e località   | Periodo di costruzione | Periodo di attività                       | Periodo del disarmo | Attività in guerra                      | Condizioni | Proprietà | Conduzione attuale | Artiglieria | Fossato | Visitabile              |
| ------ | ------------------------ | ------- | ------------------ | ---------------------- | ----------------------------------------- | ------------------- | --------------------------------------- | ---------- | --------- | ------------------ | ----------- | ------- | ----------------------- |
| 23.    | Semaforo di Forte Spuria | Sicilia | Messina, Granatari | Fine 800               | Dall'inizio del secolo fino agli anni '70 |                     | come posto semaforico e di segnalamento | Abbandono  |           | Nessuna            | Nessuna     | no      | si de facto, no de iure |

### Batterie mai costruite
Abbiamo poche informazioni al riguardo
| Numero | Batterie mai costruite | Regione | Città e località    | Periodo di ipotetica costruzione | Ipotetica attività in guerra  |
| ------ | ---------------------- | ------- | ------------------- | -------------------------------- | ----------------------------- |
| 24.    | Batteria Collereale    | Sicilia | Messina, Collereale | attorno al 1890                  | Difendere il porto di Messina |

## Galleria d'immagini

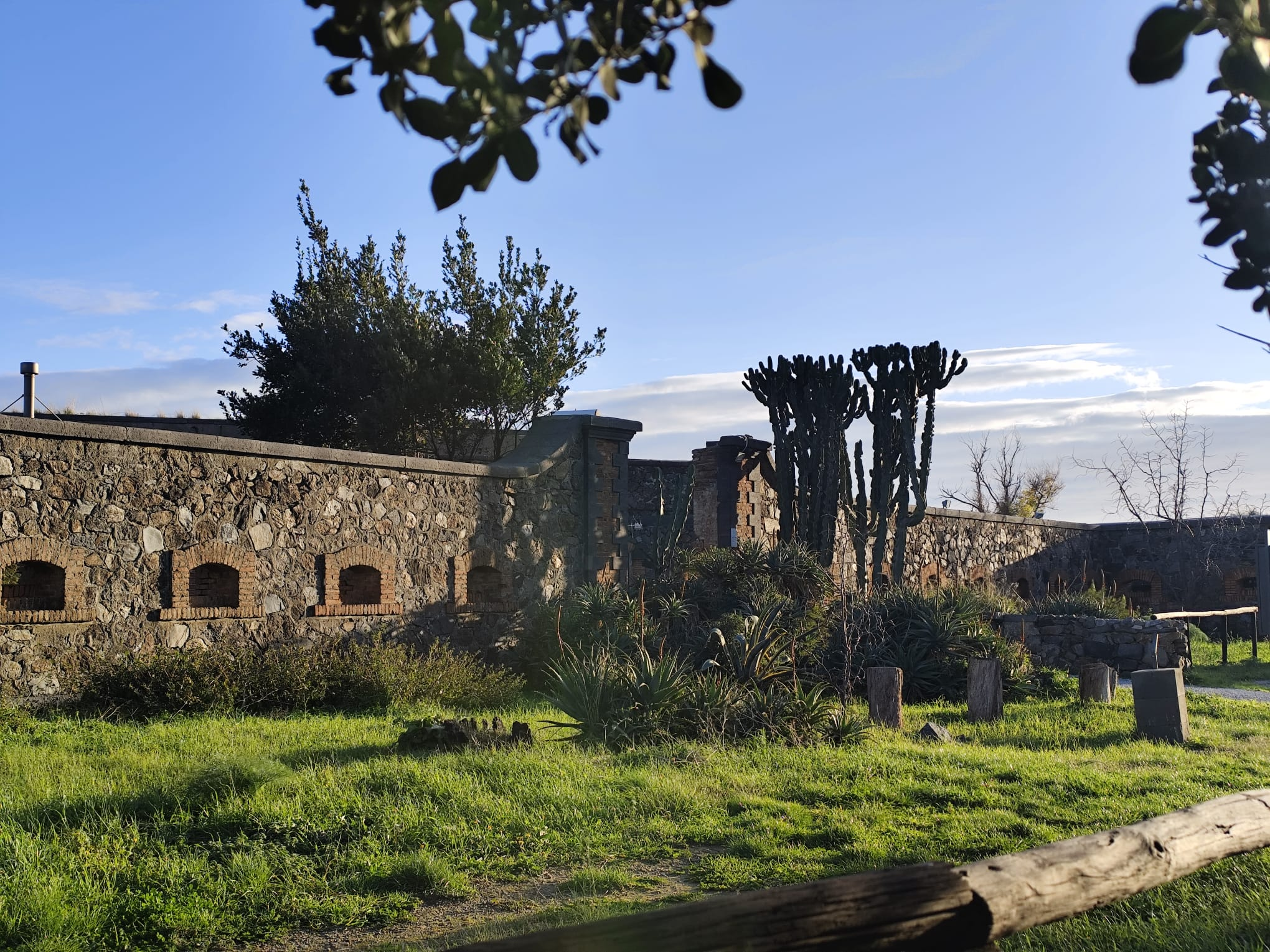
Forte Petrazza
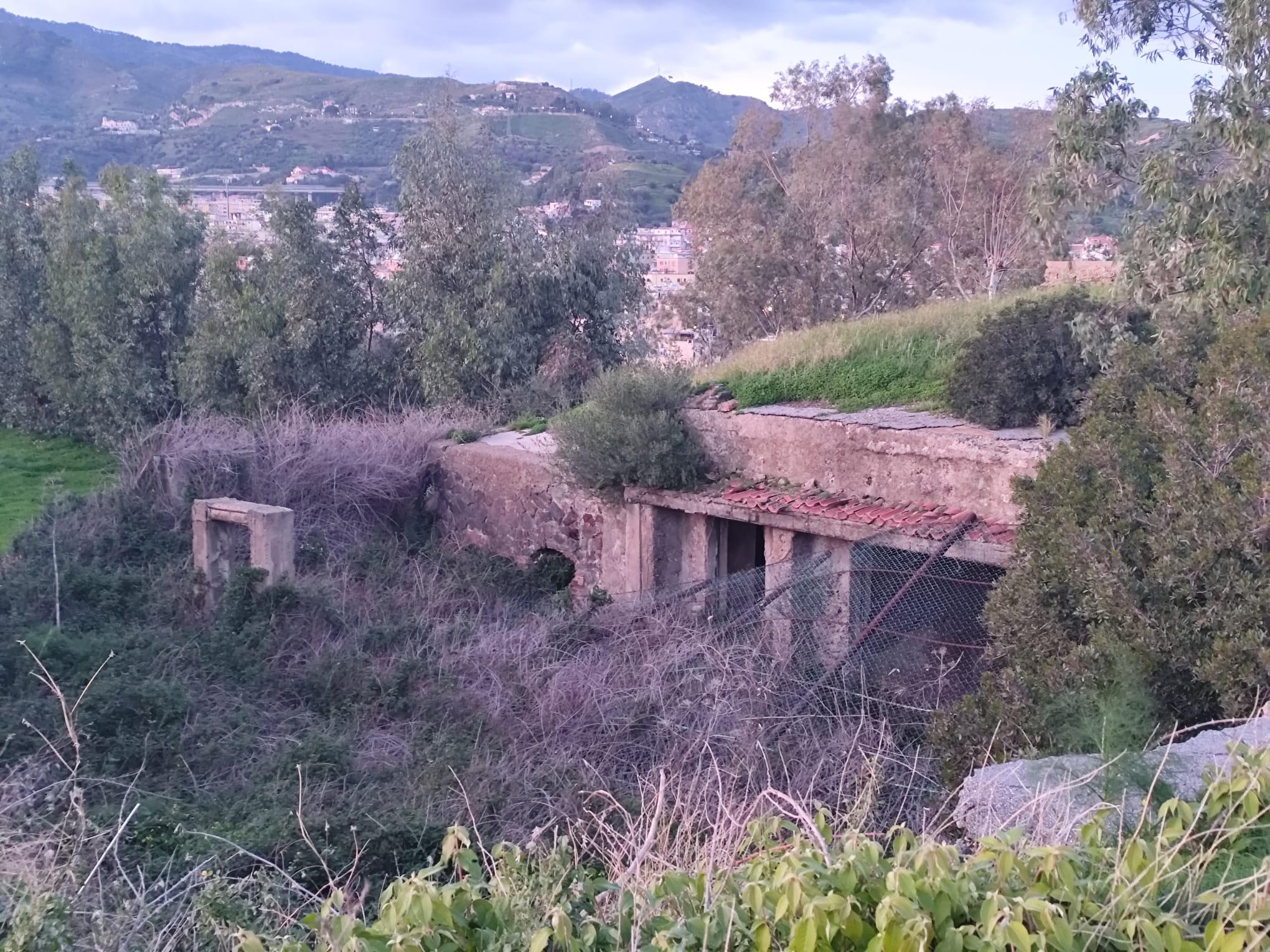
Forte Mangialupi
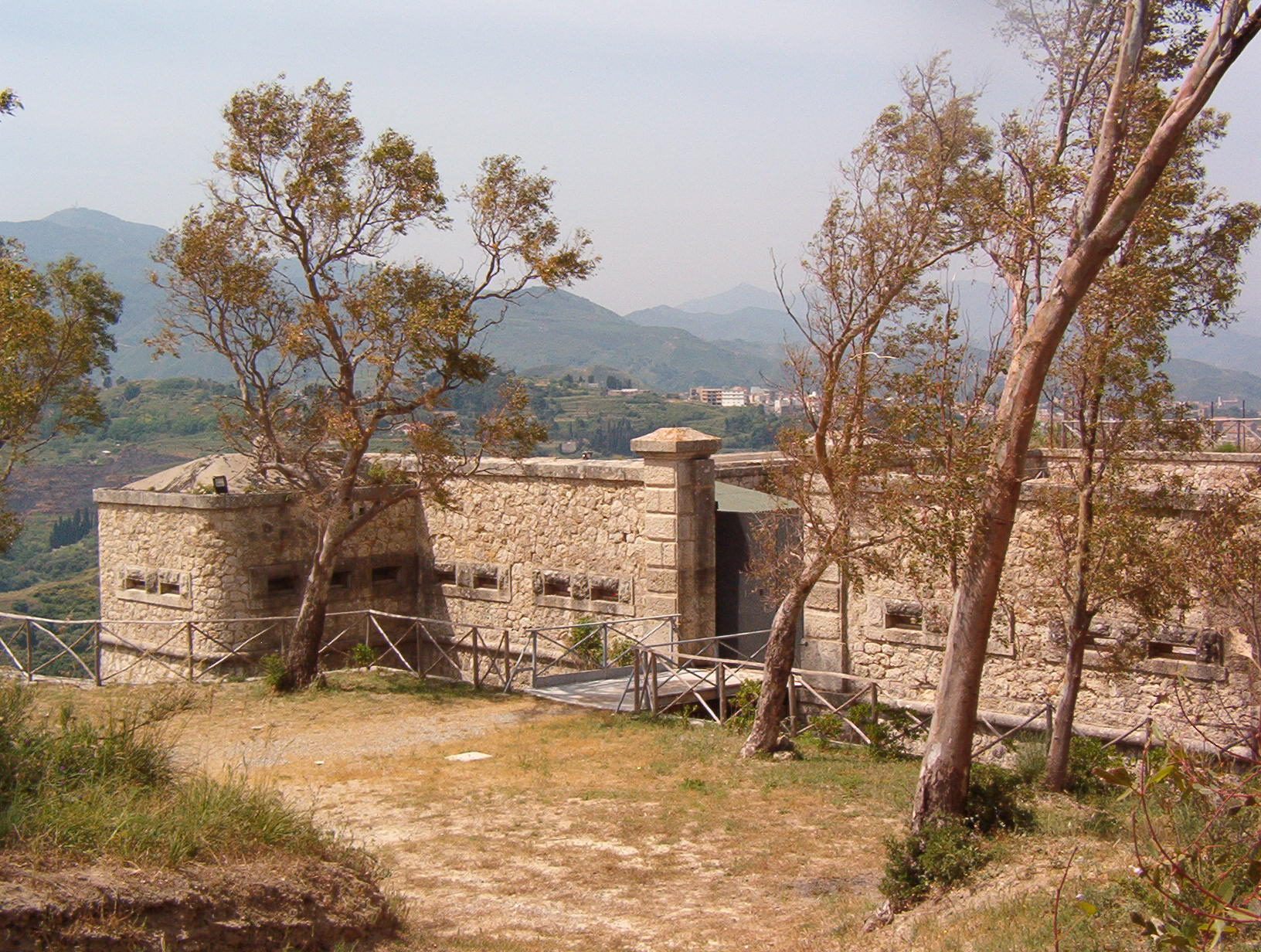
Forte dei Centri
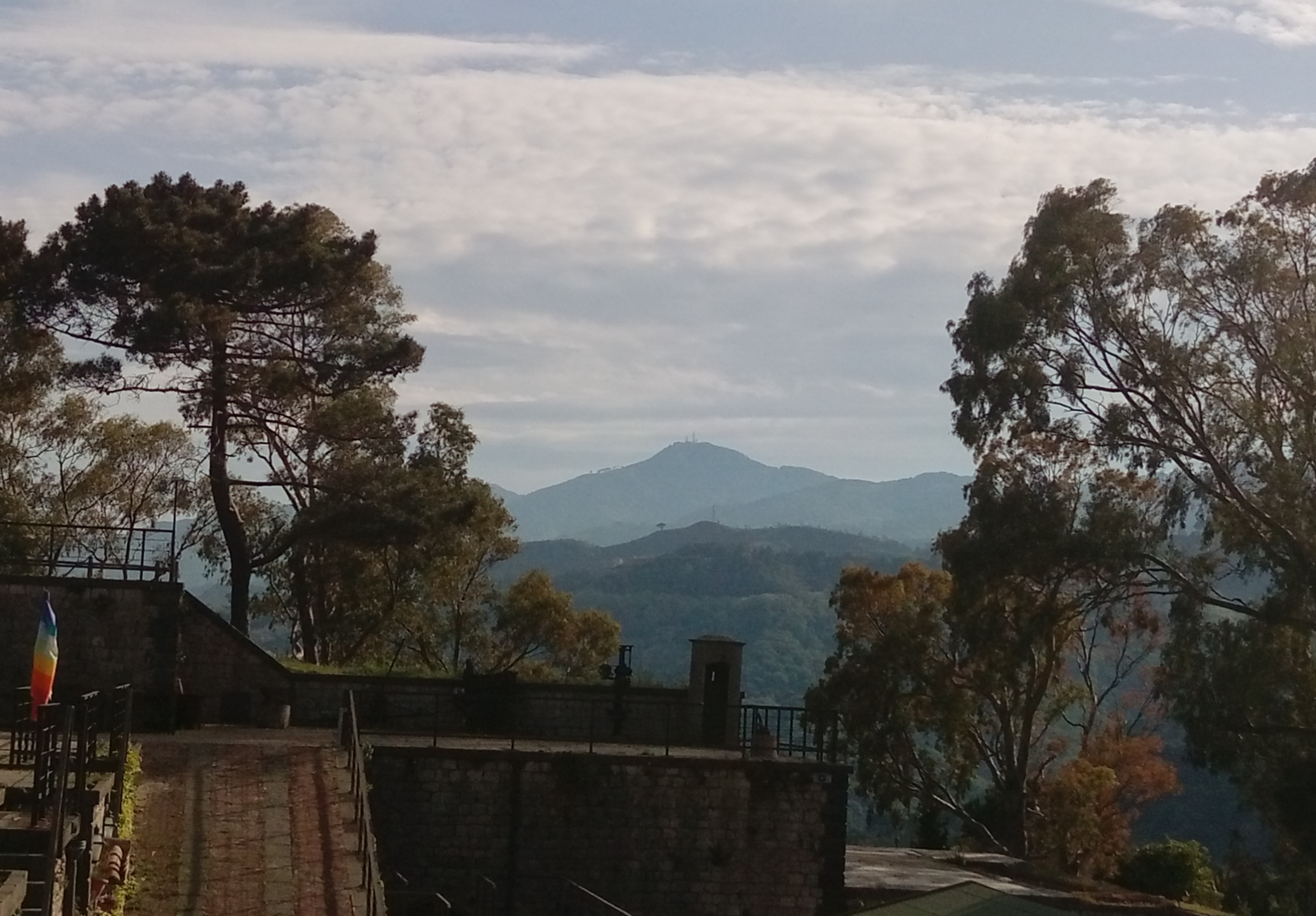
Vista di Dinnamare dal Forte San Jachiddu
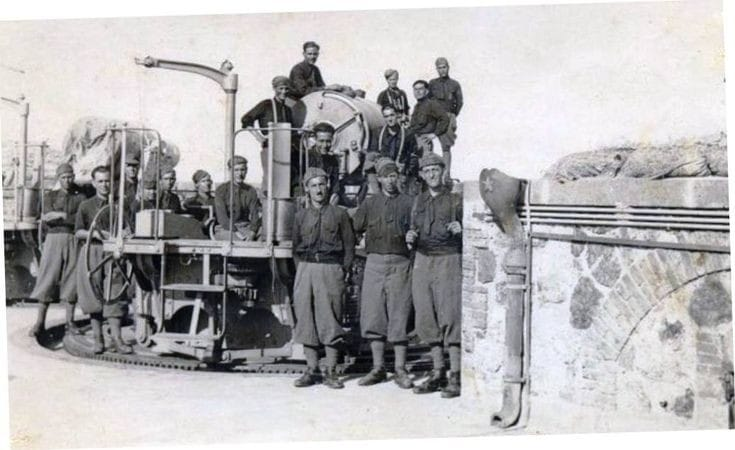
Foto di Gruppo nel Forte Cavalli di Messina nei primi anni 40